# Кабеса, Алехандро
Алехандро Хаир Кабеса Мартинес (исп. Alejandro Jair Cabeza Martínez; род. 11 марта 1997 года в Эсмеральдас, Эквадор) — эквадорский футболист, нападающий клуба «9 октября». Выступал в национальной сборной Эквадора.

## Биография

### Клубная карьера
Кабеса — воспитанник клуба «Индепендьенте дель Валье». 20 июля 2016 года в матче против «Эль Насьональ» он дебютировал в эквадорской Примере. 4 декабря в поединке против «Фуэрса Амарилья» Алехандро забил свой первый голы за «Индепендьенте». В 2019 году в матчах Южноамериканского кубка против аргентинского «Униона Санта-Фе», бразильского «Коринтианса» и чилийского «Универсидад Католика». Забив четыре мяча в турнире, Кабеса не только помог своей команде выйти в финал, но и вошёл в число лучших бомбардиров турнира, лишь на один мяч отстав от Сильвио Ромеро из «Индепендьенте», который вместе со своей командой уже вылетел из кубка.
23 октября 2023 года Кабеса, будучи свободным агентом, подписал контракт с российским клубом «Сочи».
26 марта 2024 года перешёл в эквадорский клуб «9 октября».

### Семья
Алехандро Кабеса женат, у него есть дочь Диоселина (род. 2018). При рождении у неё обнаружились проблемы с дыханием. «Индепендьенте дель Валье» оплатил перевод Диоселины в столичный госпиталь, где ей оказали квалифицированную медицинскую помощь.

## Достижения
Командные
 «Индепендьенте дель Валье»
- Финалист Кубка Либертадорес (1): 2016
- Обладатель Южноамериканского кубка (1): 2019